# Полуимя
Полуи́мя — форма личного имени, обычно с уменьшительным суффиксом (например, Петрушка от Пётр, Илейка от Илья, Анница от Анна; см. Уменьшительное имя), употреблявшаяся в России в XVI—XVIII веках в качестве именования представителей низших классов, а также представителями всех сословий при обращении с теми или иными официальными заявлениями к вышестоящим лицам (с целью самоуничижения).

Так, в отписках великому князю Ивану III знатные люди писались полными именами: Василий, Алексей, Федор; менее знатные — полуименами: Васюк, Алексеец, Федорец, а еще менее значительные люди или «людишки» — уничижительными: Васька, Алешка, Федька, а при Иване IV Грозном даже и знатные лица, в качестве царских холопов, стали писаться не только уменьшительными, но большею частью и уничижительными именами.
— Е. Карнович «Родовые прозвания в России»
Особый класс употребления полуимени государственными инстанциями — для обозначения лиц, обвиняемых в тяжких преступлениях. Так, правительство официально именовало государственных преступников Григория Отрепьева, Тимофея Анкудинова, Ивана Выговского, Степана Разина — Гришкой, Тимошкой, Ивашкой, Стенькой. Этот обычай сохранялся даже во второй половине XVIII века (во многих правительственных документах встречается Емелька Пугачёв).
Употребление полуимени было обязательным при обращениях к вышестоящим властям. Так, боярин по имени Иван, обращаясь письменно к царю, должен был называть себя его холопом, Ивашкой или Иванцом; между прочим, Иван IV Грозный, разыгрывая в 1575 году политический маскарад и объявив Симеона Бекбулатовича «великим князем всея Руси», обращался к нему как боярин «Иванец Васильев». Священнослужители имели особую форму полуимени на -ище (поп Иванище).
Требование «писаться полуименем» было отменено указом Петра Великого от 30 декабря 1701 (10 января 1702) года .  Вскоре (с 1 (12) марта 1702) вместо именования челобитчика «холопом» была введена этикетная формула «раб» (не означающая рабства в прямом смысле слова, скорее соответствовала более позднему «покорный слуга»; раб было в это время более литературным и менее унизительным словом, чем холоп).